# Monoxenus bispinosus
Monoxenus bispinosus är en skalbaggsart som först beskrevs av Jordan 1894.  Monoxenus bispinosus ingår i släktet Monoxenus och familjen långhorningar.
Artens utbredningsområde är Gabon. Inga underarter finns listade i Catalogue of Life.